# Medición de lloro y trémolo (grabación)
La medición del lloro y el trémolo (wow and flutter en inglés) se realiza en dispositivos de cinta de audio, reproductores/grabadores de casetes, y en otros dispositivos analógicos de grabación y reproducción con componentes rotatorios (como por ejemplo, proyectores de películas o tocadiscos tradicionales con discos de vinilo). Esta medición cuantifica la cantidad de oscilación de frecuencia presente (causada por fluctuaciones de la velocidad de giro) en términos subjetivamente válidos. Los tocadiscos tienden a sufrir principalmente oscilaciones lentas. En los sistemas digitales, que están sincronizados con osciladores de cuarzo, las variaciones en la sincronización del reloj se denominan wander o jitter, según la velocidad.
Aunque los términos "wow" (lloro) y "flutter" (trémolo) solían usarse por separado (para oscilaciones a una frecuencia inferior y superior a 4 Hz respectivamente), posteriormente tendieron a combinarse, creándose estándares universales de medición que tienen en cuenta ambos simultáneamente. Los oyentes encuentran el "flutter" más objetable cuando la frecuencia real de oscilación es de 4 Hz, y menos audible por encima y por debajo de esta frecuencia. Este hecho forma la base de la curva de ponderación que se muestra aquí. La curva de ponderación es engañosa, ya que presume la inaudibilidad de los flutters por encima de 200 Hz, cuando en realidad los flutters más rápidos son bastante perjudiciales para el sonido. Un flutter de 200 Hz a un nivel de -50 db creará una distorsión de intermodulación del 0,3 %, lo que se consideraría inaceptable en un preamplificador o amplificador.

## Técnicas de medición
Los instrumentos de medición utilizan un discriminador de frecuencia para traducir las variaciones de tono de un tono grabado en una forma de onda de flutter, que luego pasa por el filtro de ponderación, antes de ser rectificada a onda completa para producir una señal de variación lenta que alimenta un medidor o dispositivo de grabación. La indicación máxima del medidor debe interpretarse como el valor del flutter.
Las siguientes normas especifican el filtro de ponderación mostrado arriba, junto con un rectificador de onda completa de cuasi-pico lento especial, diseñado para registrar cualquier breve variación de la velocidad de reproducción. Al igual que con muchas normas de audio, estas son derivadas idénticas de una especificación común.
- IEC 386
- DIN45507
- BS4847
- CCIR 409-3
- AES6-2008

La medición se realiza generalmente en un tono de 3,15 kHz (o, a veces, de 3 kHz), una frecuencia elegida por ser lo suficientemente alta como para ofrecer una buena resolución, pero lo suficientemente baja como para no verse afectada por cortes de señal ni pérdidas de alta frecuencia. Idealmente, la fluctuación debería medirse utilizando un tono pregrabado sin fluctuación. La fluctuación en la grabación-reproducción será entonces aproximadamente el doble de alta que en el pregrabado, ya que las variaciones en el peor de los casos se añadirán durante la grabación y la reproducción. Al reproducir una grabación en la misma máquina en la que se realizó, a menudo se observa un cambio muy lento de fluctuación de baja a alta, ya que cualquier fluctuación cíclica causada por la rotación del cabrestante de una cinta puede pasar de aumentar a disminuir a medida que la cinta se desincroniza ligeramente. Una buena técnica es detener la cinta de vez en cuando y reiniciarla. Esto suele generar lecturas diferentes, ya que la correlación entre la fluctuación de grabación y reproducción varía. En máquinas precisas y bien mantenidas, puede ser difícil conseguir una cinta de referencia con tolerancias más altas. Por lo tanto, una prueba de grabación-reproducción utilizando la técnica de parada-arranque puede ser, a efectos prácticos, la mejor opción.

## Efectos audibles
El lloro y el trémolo son particularmente audibles en música interpretada por oboe, instrumentos de cuerda, guitarra, flauta, instrumentos de metal o piano. Mientras que el lloro se percibe claramente como una variación de tono, el trémolo puede alterar el sonido de la música de forma diferente, haciéndola sonar "quebrada" o "fea". Un tono grabado de 1 kHz con una pequeña cantidad de trémolo (alrededor del 0,1 %) puede sonar bien en una sala de escucha "muerta", pero en una sala reverberante a menudo se oirán claramente fluctuaciones constantes. Estos son el resultado del tono actual "latiendo" con su eco, que como se originó un poco antes, tiene un tono ligeramente diferente. Lo que se oye es una variación de amplitud bastante pronunciada, a la que el oído es muy sensible. Esto probablemente explica por qué las notas de piano suenan "quebradas". Debido a que comienzan fuertes y luego se desvanecen gradualmente, las notas de piano dejan un eco que puede ser tan fuerte como la nota final con la que late, lo que resulta en un nivel que varía de la cancelación completa al doble de amplitud a una velocidad de unos pocos Hz: en lugar de una nota que muere suavemente, se escucha una nota muy modulada. Las notas de oboe pueden verse particularmente afectadas debido a su estructura armónica. Otra forma en que el trémolo se manifiesta es como un truncamiento de las colas de reverberación. Esto puede deberse a la persistencia de la memoria con respecto a la ubicación espacial, basada en reflexiones tempranas y la comparación de los efectos Doppler en el tiempo. El sistema auditivo puede distraerse con los cambios de tono en la reverberación de una señal que debería ser de tono fijo y sólido.
El término "eco de flutter" o trémolo se utiliza en relación con una forma particular de reverberación que oscila en amplitud. No tiene una conexión directa con el trémolo descrito aquí, aunque el mecanismo de modulación por cancelación puede tener algo en común con el descrito anteriormente.

## Rendimiento de un equipo musical
- Las grabadoras de cinta profesionales pueden alcanzar un valor de fluctuación ponderado de alrededor del 0,02 %, que se considera inaudible.
- Las pletinas de casete de alta gama tienen dificultades para gestionar un valor de fluctuación ponderado de alrededor del 0,08 %, que aún es audible en ciertas condiciones.
- Los reproductores de música digitales como CD, DAT o MP3 utilizan relojes electrónicos para regular la velocidad de reproducción. Los circuitos utilizados para controlar estas frecuencias permiten una cantidad muy pequeña de fluctuación (generalmente denominada jitter), y su nivel está muy por debajo del que el oído humano puede percibir.
- La pista de sonido lineal de las videograbadoras de VCR[4] tiene una fluctuación y fluctuación mucho mayores que la pista de alta fidelidad VHS-HiFi contenida en la señal de vídeo.

## Velocidad absoluta
El error de velocidad absoluta provoca un cambio en el tono, y es útil saber que un semitono en la música representa un cambio de frecuencia del 6 %. Esto se debe a que la música occidental utiliza la "escala bien temperada" basada en una proporción geométrica constante entre doce notas; y la raíz duodécima de 2 es 1.05946. Cualquiera con buen oído musical puede detectar un cambio de tono de alrededor del 1%, aunque es probable que un error de hasta el 3% pase desapercibido, excepto para aquellos pocos con "oído absoluto". La mayoría de las películas de "cine" que se muestran en la televisión europea se aceleran en un 4.166% porque se filmaron a 24 fotogramas por segundo, pero se escanean a 25 fotogramas por segundo para cumplir con el estándar PAL de 25 fotogramas/s 50 campos/s. Esto causa un aumento notable en el tono de las voces, lo que a menudo provoca comentarios de sorpresa de los propios actores cuando escuchan su actuación en video. También puede frustrar los intentos de tocar junto con la música de la película, que está más cerca de un semitono sostenido que su tono deseado. Recientemente, se ha aplicado la corrección de tono digital a algunas películas, que corrige el tono sin alterar la sincronización labial, añadiendo ciclos adicionales de sonido. Esto debe considerarse una forma de distorsión, ya que no hay forma de cambiar el tono de un sonido sin ralentizarlo, lo cual no altera la forma de onda en sí misma.

## trémolo de raspado
El flutter de alta frecuencia, por encima de 100 Hz, a veces puede deberse a la vibración de la cinta al pasar sobre un cabezal (u otro elemento no giratorio en la trayectoria de la cinta), como resultado de la rápida interacción del estiramiento en la cinta y el efecto deslizamiento-pegado en el cabezal. Esto se denomina "trémolo de raspado" (scrape flutter en inglés). Añade una aspereza al sonido que no es típica del lloro y del trémolo, y a veces se emplean dispositivos de amortiguación o rodillos de gran inercia en las grabadoras de cinta profesionales para reducirlo o evitarlo. La medición del flutter de raspado requiere técnicas especiales, a menudo utilizando un tono de 10 kHz.